# Hyèvre-Magny
Hyèvre-Magny è un comune francese di 71 abitanti situato nel dipartimento del Doubs nella regione della Borgogna-Franca Contea.

## Società

### Evoluzione demografica
Abitanti censiti